# Standing Pine
Standing Pine é uma Região censo-designada localizada no estado americano de Mississippi, no Condado de Leake.

## Demografia
Segundo o censo americano de 2000, a sua população era de 509 habitantes.

## Geografia
De acordo com o United States Census Bureau tem uma área de
8,3 km², dos quais 8,3 km² cobertos por terra e 0,0 km² cobertos por água.

## Localidades na vizinhança
O diagrama seguinte representa as localidades num raio de 20 km ao redor de Standing Pine.